# Amicla
Nella mitologia greca Amicla era uno dei figli di Niobe ed Anfione.

## Il mito
Amicla aveva una sorella di nome Cloride (o Melibea) ed altre sei sorelle e sei fratelli. Niobe disprezzava Latona per aver avuto solo due figli, i divini Apollo e Artemide. Per tutta risposta la dea mandò I figli a sterminare tutti I figli di Niobe, risparmiando solo Cloride e Amicla, che in particolare aveva recitato una preghiera propiziatoria per salvarsi.